# Last Dayz
«Last Dayz» — второй сингл американской хардкор-рэп-группы Onyx из её второго студийного альбома All We Got Iz Us, выпущенный 3 октября 1995 года на лейбле JMJ Records.
Спродюсированный Fredro Starr, сингл достиг 89 места в чарте Billboard Hot 100, 61 места в чарте Hot R&B/Hip-Hop Songs и 10 места в чарте Hot Rap Singles. В 2002 году инструментал из этой песни использовался в фильме 8 Миля во время сцен рэп-баттлов. Песня была засемплирована такими артистами как Jus Allah, Jedi Mind Tricks, Immortal Technique и Vinnie Paz. «Last Dayz» стал последним синглом группы, который попал в чарт Billboard Hot 100.
В 2014 году песня была перезаписана группой и выпущена на сборнике Songs of the 90’s.

## Музыкальное видео
Музыкальное видео было снято Джозефом Кан, Барри Шапиро был продюсером этого видео. Видео было снято в парке Industrial Park в Нью-Йорке. Премьера видеоклипа состоялась 20 октября 1995 года на кабельном телеканале The BOX.
Видео можно найти на DVD-диске Onyx: 15 лет видео, истории и насилия 2008 года.

## Инцидент в Ньюарке
- В 1996 году разразился бунт на концерте Onyx во время исполнения песни «Last Dayz» в Ньюарке в  штате Нью-Джерси. Фредро Старр сказал всем в аудитории, что «у них достаточно силы, чтобы захватить мир». Когда Фредро сказал это, вся толпа просто ожила[4].

## Появление в фильмах
- В 2002 году инструментал из этой песни использовался в фильме 8 Миля во время сцен рэп-баттлов между Lotto и B-Rabbit[5].
- В 2014 году песня «Last Dayz» появилась в фильме о скейтбординге The Brodies[6][7].

## Появление на телевидении
- В 1995 году «Last Dayz» была исполнена вживую на шоу Ricki Lake Show 13 декабря 1995 года.
- В 2015 году Фредро Старр назвал «Last Dayz» своей любимой записью Onyx во время интервью со Стивом Лобелом. Он также добавил, что это любимая песня группы Onyx рэпера Канье Уэст[8].
- В 2018 году Фредро Старр сказал, что «Last Dayz» показала его как прекрасного лирика на шоу Once Upon A Rhyme на канале BRealTV[9].
- В 2018 году песня появилась на шоу Rate The Bars телеканала BET, в эпизоде с группой EPMD, вышедшем 30 июля 2018 года. В каждом эпизоде Rate The Bars рэперы оценивают строчки их коллег, даже не знаю кому они принадлежат[10].
- В 2018 году песня «Last Dayz» была использована в подкасте The Joe Budden podcast, в эпизоде под номером 180 Blessed, вышедшем 21 сентября 2018 года[11].

## Кавер-версия
- В 2003 году группа Dead Prez объединилась с Fredro Starr и Sticky Fingaz, чтобы записать «Last Days Reloaded» для микстейпа Dead Prez Turn off the Radio: The Mixtape, Vol. 2: Get Free or Die Tryin'.

## Пародии
- В 2018, видеографер Mylo the Cat использовал песню для своего мультфильма, главную роль в которого сыграл Крэнг из мультсериала Черепашки мутанты ниндзя[12].

## Публикации в изданиях
В 2018 году хип-хоп-веб-сайт The Boombox поместил песню в их лист Рэп-песни, которые содержат семпл Ареты Франклин. В 2018 году песня «Last Dayz» была включена сайтом WhoSampled в микс Хип-хоп-трибьют Арете Франклин, посвящённый памяти Королеве Соула, Арете Франклин, которая на тот момент скончалась месяц назад.
| Издание     | Страна | Похвала                                          | Год  | Позиция |
| ----------- | ------ | ------------------------------------------------ | ---- | ------- |
| The Boombox | США    | Рэп-песни, которые содержат семпл Ареты Франклин | 2018 | *       |
| WhoSampled  | США    | Хип-хоп-трибьют Арете Франклин                   | 2018 | *       |

## Релизы

### Список композиций на CD сингле
1. «Last Dayz» (LP Version) — 3:32
2. «All We Got Iz Us» (Evil Streets) (LP Version) — 4:04
3. «Walk In New York» (LP Version) — 4:55
4. «Last Dayz» (Radio Version) — 3:32
5. «All We Got Iz Us» (Evil Streets) (Radio Version) — 3:53
6. «Last Dayz» (Instrumental) — 3:32
7. «All We Got Iz Us» (Evil Streets) (Instrumental) — 4:05
8. «Last Dayz» (A Cappella) — 3:20

### Список композиций на виниле
1. «Last Dayz» (LP Version) — 3:32
2. «Last Dayz» (Radio Version) — 3:32
3. «Last Dayz» (Instrumental) — 3:32
4. «Last Dayz» (A Cappella) — 3:20
5. «All We Got Iz Us» (Evil Streets) (LP Version) — 4:04
6. «All We Got Iz Us» (Evil Streets) (Radio Version) — 3:53
7. «All We Got Iz Us» (Evil Streets) (Instrumental) — 4:05
8. «All We Got Iz Us» (Evil Streets) (Acapella) — 3:58

### Список композиций на кассетном сингле
1. «Last Dayz» (LP Version) — 3:32
2. «All We Got Iz Us» (Evil Streets) (LP Version) — 4:04
3. «Walk In New York» (LP Version) — 4:55

## Семплы
- «Love Lip» композиторов Bob James и Earl Klugh
- «A Song for You» певицы Арета Франклин
- «Outside Love» группы Brethren
- Диалог из фильма Угроза обществу

Куплет Фредро начинается со слов «I'm America's nightmare, young, black and just don't give a fuck» - именно эти слова произносил персонаж Caine Lawson (актёр Tyrin Turner) в фильме Угроза Обществу 1993 года, когда он знакомил нас с характером O-Dog (актёр Larenz Tate), он описывал его как «кошмар Америки, молодой, чернокожий и ему плевать на всё».

## Участники записи
- Оникс — исполнитель, вокал
- Фредро Старр — исполнитель, вокал, продюсер
- Стики Фингаз — исполнитель, вокал, продюсер
- Сонни Сиза — исполнитель, вокал, скрэтчи («Walk In New York»)
- Фламбойант — скрэтчи («Walk In New York»)
- Панама Пи.Ай. — исполнитель, вокал («All We Got Iz Us»)
- Джейсон Майзелл — исполнительный продюсер
- Рэнди Аллен — исполнительный продюсер
- Тони Доузи — мастеринг
- Дон Эллиотт — запись и сведение
- Джей Баттл — координатор проекта

## Чарты

### Еженедельные чарты
| Чарт (1995)                                    | Высшая позиция |
| ---------------------------------------------- | -------------- |
| Billboard Hot 100                              | 89             |
| Hot R&B/Hip-Hop Singles & Tracks (Billboard)   | 61             |
| Hot Rap Singles (Billboard)                    | 10             |
| Hot Dance Music/Maxi-Singles Sales (Billboard) | 28             |
| Top 25 Rap Singles (Cashbox)                   | 12             |
| Gavin Rap Retail (Gavin Report)                | 12             |
| Gavin Rap (Gavin Report)                       | 19             |